# Renate Zillessen
Renate Zillessen (* 26. September 1931 in Düsseldorf; † 1992) war eine deutsche Schauspielerin.

## Leben
Renate Zillessen erhielt ihre künstlerische Ausbildung zu Beginn der 50er Jahre bei Gustaf Gründgens und gab unter seiner Intendanz 1951 ihr Bühnendebüt am Schauspielhaus ihrer Heimatstadt. Es folgten Verpflichtungen an die Städtischen Bühnen Frankfurt am Main (1952–1955), an das Bayerische Staatsschauspiel (1956–1958) sowie nach Lübeck, wo Ende 1960 ihr Sohn geboren wurde, Hannover, Kassel, und Göttingen.
Schon frühzeitig knüpfte Renate Zillessen Kontakt zum noch jungen bundesrepublikanischen Fernsehen, doch blieb sie stets in erster Linie der Bühne verbunden. Ihre bedeutendste Fernsehaufgabe war 1971 die Titelheldin in Fritz Umgelters Fernsehbiografie Elsa Brändström. Bereits ein Jahr später, nach ihrer Rolle der Krankenschwester Therese in der ZDF-Serie Der Bastian, beendete die Künstlerin ihre Arbeit vor der Kamera.
Renate Zillessen war bis in die 70er Jahre hinein mit dem Dirigenten Christoph von Dohnányi verheiratet. Sohn der beiden ist der Schauspieler und Regisseur Justus von Dohnányi.

## Filmografie
- 1955: Die Heiratskomödie
- 1957: Ein Fremder kam ins Haus
- 1970: Wie ein Träne im Ozean
- 1971: Elsa Brändström
- 1971: Merkwürdige Geschichten (TV-Serie): Beschwörung um Mitternacht
- 1972: Der Bastian